# Desmana thermalis
Desmana thermalis — вимерлий вид ссавців з роду хохуля родини кротових (Talpidae). Поширення знайдених скам'янілостей: четвертинний період Австрії, Чехії, Німеччини, Угорщини, Нідерландів, Румунії, України, пліоцен Німеччини й Угорщини.